# Skoky do vody na mistrovství Evropy v plaveckých sportech 1997
Závody v skocích do vody na mistrovství Evropy v plaveckých sportech za rok 1997 proběhly v Seville, Španělsko ve dnech 13. až 24. srpna 1997.

## Česká stopa
Na tomto mistrovství Evropy Česko nemělo ve skocích do vody zastoupení.

## Výsledky

### Individuální disciplíny
| Muži              | Zlato                      | Zlato  | Stříbro                | Stříbro | Bronz                    | Bronz  |
| ----------------- | -------------------------- | ------ | ---------------------- | ------- | ------------------------ | ------ |
| Skoky z 1 m prkna | Andreas Wels (GER)         | 362,10 | Holger Schlepps (GER)  | 357,12  | Rafael Álvarez (ESP)     | 355,56 |
| Skoky z 3 m prkna | Dmitrij Sautin (RUS)       | 661,68 | Andreas Wels (GER)     | 609,39  | Stefan Ahrens (GER)      | 597,66 |
| Skoky z 10 m věže | Jan Hempel (GER)           | 609,48 | Jaroslav Makohin (UKR) | 600,48  | Heiko Meyer (GER)        | 571,44 |
| Ženy              | Zlato                      | Zlato  | Stříbro                | Stříbro | Bronz                    | Bronz  |
| Skoky z 1 m prkna | Vera Iljinová (RUS)        | 268,14 | Irina Lašková (RUS)    | 264,72  | Dörte Lindnerová (GER)   | 264,36 |
| Skoky z 3 m prkna | Julija Pachalinová (RUS)   | 567,30 | Vera Iljinová (RUS)    | 524,28  | Anna Lindbergová (SWE)   | 508,02 |
| Skoky z 10 m věže | Olga Christoforovová (RUS) | 441,60 | Annika Walterová (GER) | 438,66  | Svitlana Serbinová (UKR) | 438,51 |

### Týmové disciplíny
| Muži                                     | Zlato                                                  | Zlato  | Stříbro                                           | Stříbro | Bronz                                                      | Bronz  |
| ---------------------------------------- | ------------------------------------------------------ | ------ | ------------------------------------------------- | ------- | ---------------------------------------------------------- | ------ |
| Synchronizované skoky dvojic z 3 m prkna | Německo (GER) (Holger Schlepps, Alexander Mesch)       | 284,34 | Španělsko (ESP) (Luis Hidalgo, Rubén Santos)      | 283,92  | Itálie (ITA) (Donald Miranda, Nicola Marconi)              | 277,38 |
| Synchronizované skoky dvojic z 10 m věže | Německo (GER) (Jan Hempel, Michael Kühne)              | 300,84 | Rusko (RUS) (Igor Lukašin, Alexandr Varlamov)     | 272,40  | Francie (FRA) (Frédéric Pierre, Gilles Emptoz-Lacôte)      | 252,12 |
| Ženy                                     | Zlato                                                  | Zlato  | Stříbro                                           | Stříbro | Bronz                                                      | Bronz  |
| Synchronizované skoky dvojic z 3 m prkna | Německo (GER) (Claudia Bocknerová, Conny Schmalfußová) | 267,96 | Rusko (RUS) (Irina Lašková, Julija Pachalinová)   | 264,24  | Španělsko (ESP) (Julia Cruzová, Dolores Sáez-de-Ibarraová) | 244,20 |
| Synchronizované skoky dvojic z 10 m věže | Německo (GER) (Ute Wetzigová, Anke Piperová)           | 269,76 | Francie (FRA) (Julie Danauxová, Odile Souchonová) | 240,54  | Rakousko (AUT) (Marion Reiffová, Anja Richterová)          | 215,67 |

## Medailová bilance
Ve skocích do vody se rozdělilo celkem 10 sad medailí.
| Pořadí | Stát            |       | Muži    | Muži  | Muži  |         | Ženy  | Ženy  | Ženy    |       | Muži + Ženy | Muži + Ženy | Muži + Ženy | Celkem |
| Pořadí | Stát            | Zlato | Stříbro | Bronz | Zlato | Stříbro | Bronz | Zlato | Stříbro | Bronz |             |             |             | Celkem |
| ------ | --------------- | ----- | ------- | ----- | ----- | ------- | ----- | ----- | ------- | ----- | ----------- | ----------- | ----------- | ------ |
| 1.     | Německo (GER)   |       | 4       | 2     | 2     |         | 2     | 1     | 1       |       | 6           | 3           | 3           | 12     |
| 2.     | Rusko (RUS)     |       | 1       | 1     | 0     |         | 3     | 3     | 0       |       | 4           | 4           | 0           | 8      |
| 3.     | Španělsko (ESP) |       | 0       | 1     | 1     |         | 0     | 0     | 1       |       | 0           | 1           | 2           | 3      |
| 4.     | Francie (FRA)   |       | 0       | 0     | 1     |         | 0     | 1     | 0       |       | 0           | 1           | 1           | 2      |
| 4.     | Ukrajina (UKR)  |       | 0       | 1     | 0     |         | 0     | 0     | 1       |       | 0           | 1           | 1           | 2      |
| 6.     | Itálie (ITA)    |       | 0       | 0     | 1     |         | 0     | 0     | 0       |       | 0           | 0           | 1           | 1      |
| 6.     | Rakousko (AUT)  |       | 0       | 0     | 0     |         | 0     | 0     | 1       |       | 0           | 0           | 1           | 1      |
| 6.     | Švédsko (SWE)   |       | 0       | 0     | 0     |         | 0     | 0     | 1       |       | 0           | 0           | 1           | 1      |
| Celkem | Celkem          |       | 5       | 5     | 5     |         | 5     | 5     | 5       |       | 10          | 10          | 10          | 30     |